# Kinase
Kinase is een groep enzymen die een fosfaatgroep kan aanbrengen op een ander eiwit of een ander molecuul (fosforylering), terwijl een fosfatase een dergelijke groep kan verwijderen (defosforylering). De naam 'kinase' komt van het oud-Griekse woord κινεῖν (kineîn, “bewegen”) met toevoeging van -ase, een veelvoorkomend suffix bij enzyme-namen.
Vaak wordt door zo'n fosforylering (en ook bij het omgekeerde, namelijk defosforylering) het doeleiwit geactiveerd of gedeactiveerd. Deze schakelfunctie kan zo chemische reacties in de cel aansturen en vormt een belangrijke factor in de celinterne signaaltransductie.
De specifieke naam van een kinase is afhankelijk van de plaats waar de fosfaatgroep door het kinase wordt geplaatst: zo brengt een tyrosinekinase een fosforgroep op een tyrosine-aminozuur in een doeleiwit aan.
Kinasen kunnen zeer selectief zijn. Slechts bij een enkele structuur van een bepaald doeleiwit kan een specifiek atoom worden gefosforyleerd door een bepaald kinase.
Alleen tyrosine, serine en threonine kunnen gefosforyleerd worden, dit door de vrije hydroxylgroepen in het aminozuur.
De fosfaatgroep die wordt gebruikt door een kinase is vaak afkomstig van een molecuul ATP. Bij de overdracht is altijd een overgangsmetaal-ion betrokken.